# Universidade do Witwatersrand
A Universidade do Witwatersrand (em inglês:  University of the Witwatersrand) é uma universidade localizada em Joanesburgo, na África do Sul. É uma das instituições de ensino superior mais conceituadas do país, fundada originalmente em Kimberley (Cabo Setentrional), sendo transladada a sua localização atual após a Segunda Guerra dos Bôeres, denominada então como Escola Técnica e de Minas. Dentre seus alunos de destaque consta Nelson Mandela assim como um de seus mais consagrados professores está Achille Mbembe, historiador e autor de livros como "Crítica da Razão Negra" e de "Necropolítica"..